# Samochód osobowy

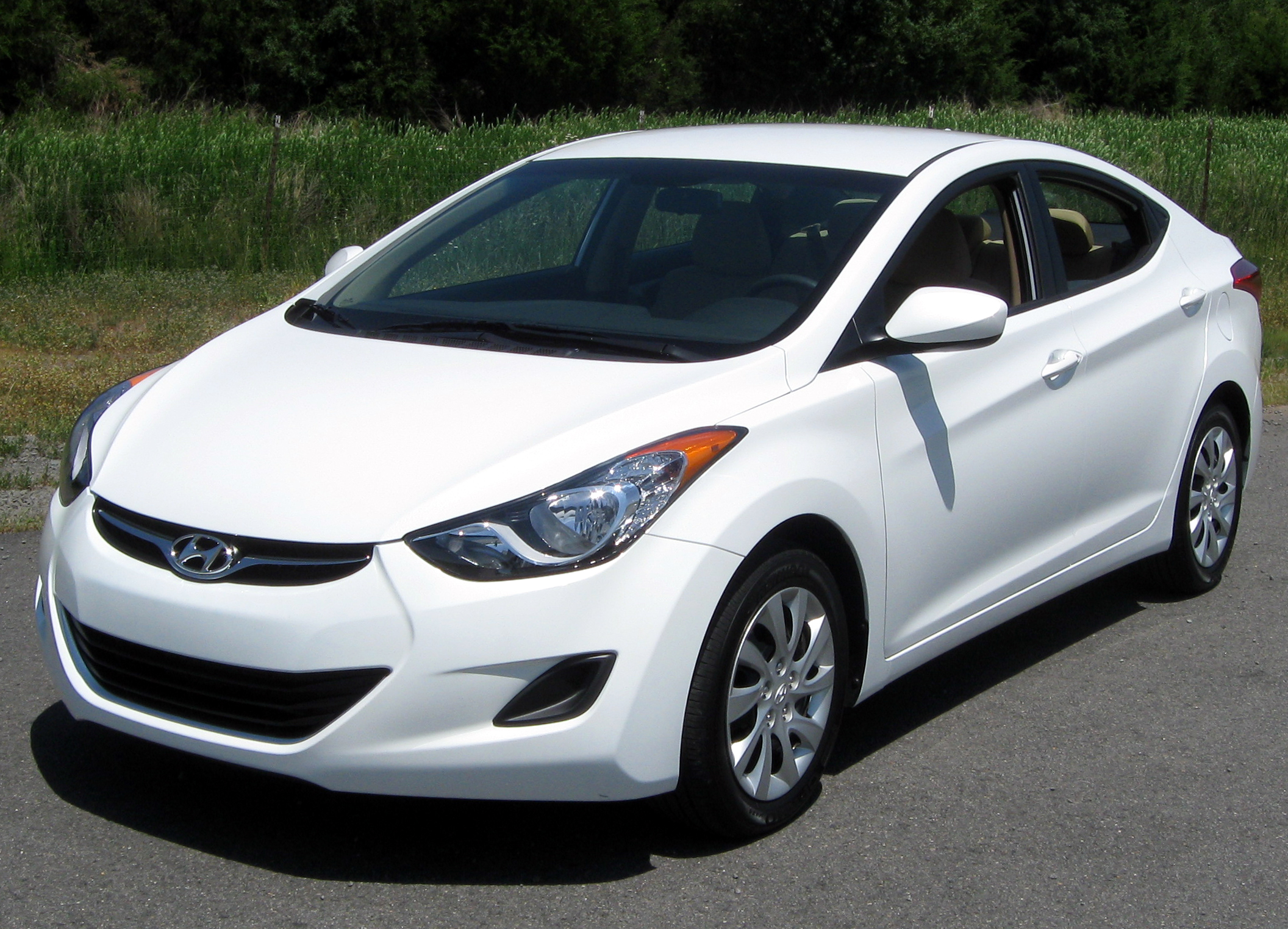
Hyundai Elantra – przykład samochodu osobowego

Samochód osobowy – pojazd samochodowy przeznaczony konstrukcyjnie do przewozu nie więcej niż 9 osób łącznie z kierowcą oraz ich bagażu. Do kierowania samochodem osobowym o dopuszczalnej masie całkowitej do 3,5 tony uprawnia w Polsce prawo jazdy kategorii B. 
Według danych statystycznych, pod koniec 2018 roku w Polsce zarejestrowanych było 23 429 000 samochodów osobowych.

## Klasyfikacja
Aby ułatwić klasyfikację, samochody osobowe można podzielić według:
- klasy samochodu
- nadwozia samochodu
- konstrukcji samochodu
  - konstrukcja samonośna
  - konstrukcja ramowa